# Brandy Aniston
Pour les articles homonymes, voir Aniston.
Brandy Aniston, née Heather Levinger le 19 octobre 1986, est une actrice de films pornographiques américaine.

## Biographie
Brandy Aniston débute dans l'industrie du sexe à l'âge de 18 ans, comme stripteaseuse. Elle commence à tourner dans des films pornographiques en 2009. Début 2013, elle reçoit l'AVN Award de la starlette sous estimée de l'année (Unsung Starlet of the Year), ainsi qu'un XBIZ Award.

## Récompenses
- AVN Award 2013 Starlette sous estimée de l'année (Unsung Starlet of the Year)[3]
- XBIZ Award Best Scene - Parody Release pour Star Wars XXX: A Porn Parody (avec Eve Laurence et Dick Chibbles)[4]
- AVN Award 2014 Meilleure actrice dans un second rôle (Best Supporting Actress) pour Not The Wizard of Oz XXX[5]

### Nominations
- AVN Awards 2012 :
  - Meilleure allumeuse (Best Tease Performance) pour Sexy (Wicked Pictures)
  - Meilleure scène de sexe entre filles de groupe (Best All-Girl Group Sex Scene) pour Sexy
  - Meilleure scène de sexe en groupe (Best Group Sex Scene) pour The Rocki Whore Picture Show: A Hardcore Parody (Wicked Pictures)
- AVN Awards 2013 :
  - Scène de sexe la plus scandaleuse (Most Outrageous Sex Scene) pour Star Wars XXX: A Porn Parody

## Filmographie sélective
- Star Wars XXX: A Porn Parody (2012)
- Breaking Bad XXX (2012)
- Rocki Whore Picture Show: A Hardcore Parody (2011)
- Official Basic Instinct Parody (2011)